# Juan Fernando Echeverría
Juan Fernando Echeverría fue un político costarricense, nacido en Cartago, Costa Rica, el 30 de mayo de 1812. 
Se le bautizó con el nombre de Juan de Dios Fernando el 31 de mayo de 1812. Fue hijo de Pedro José de Alvarado y Baeza, Presidente de la Junta Gubernativa provisional de 1821-1822, y de Hilaria Chavarría. 
Contrajo matrimonio en San José, Costa Rica, el 25 de mayo de 1850 con María Gertrudis de la Concepción Alvarado y Barroeta (1836-1912), quien era hija de Manuel de Alvarado y Alvarado y Rosalía Barroeta y Baca, hija de Rafael Barroeta y Castilla, presidente de la Junta de Electores y de la Junta Superior Gubernativa de 1822. Viuda de don Juan, doña María tuvo unas segundas nupcias en San José el 18 de junio de 1873 con Gaspar Ortuño y Ors, de quien después se separó. Del matrimonio Echeverría-Alvarado nacieron dos hijas, Amelia Juana Concepción Purificación, bautizada el 4 de enero de 1851, quien se casó con Ricardo Montealegre Mora, hijo de don José María Montealegre Fernández, presidente de la República de 1859 a 1863, y doña Elena Josefa Leonidas de Jesús Echeverría Alvarado, nacida hacia 1855 y fallecida soltera en 1876. Antes de su matrimonio, don Juan Fernando tuvo dos hijas a las cuales reconoció: con doña Pilar Castillo tuvo a Adelina Castillo Echeverría, nacida hacia 1841, quien se casó con don José María Ugalde, abogado, y con Cristina Corrales tuvo a Jacoba Corrales Echeverría, nacida hacia 1842, quien se casó con don José de Jesús Brenes.
Se dedicó principalmente a la agricultura y al comercio. En 1861, durante el gobierno constitucional de don José María Montealegre, fue elegido como senador, y el 13 de mayo de ese año, el Congreso lo eligió como Segundo Designado a la Presidencia de la República para el período 1861-1862, pero renunció a ese cargo el 18 de junio de 1861 y también a la elección como senador. Para sucederle como Segundo designado fue elegido Juan González Reyes.
Murió en San José, Costa Rica, el 7 de enero de 1871.